# Емблема штату Аруначал-Прадеш
Емблема Аруначал-Прадеш — офіційний символ уряду індійського штату Аруначал-Прадеш.

## Опис
Емблема зображує Сонце, що сходить між вершинами Комді та Дафабум над головою гаяла, і підтримується двома птахами-носорогами, увінчує яких герб Індії. Гаял і птах-носорог є офіційними державними тваринами та птахами Аруначал-Прадешу, а гори та схід сонця вказують на назву штату, що перекладається як «країна освітлених світанком гір».

## Урядовий прапор
Уряд Аруначал-Прадеш може бути представлений білим прапором із зображенням емблеми штату.

Прапор штату Аруначал-Прадеш